# Skrzypce gwoździowe
Skrzypce gwoździowe, nagelgeige, harmonika gwoździowa – dawny instrument muzyczny wynaleziony w połowie XVIII wieku. Składa się z drewnianego pudła rezonansowego, do którego przytwierdzone są stalowe pręciki. Dźwięk wydobywa się wskutek przeciągania smyczkiem po pręcikach. W klasyfikacji naukowej instrumentów muzycznych zaliczany jest do idiofonów pocieranych; w praktycznej – do instrumentów smyczkowych.

## Budowa i zasada działania
W literaturze znaleźć można opisy pojedynczych egzemplarzy skrzypiec gwoździowych. Instrumenty te miały kilka cech wspólnych: drewniane pudło rezonansowe – rezonator, metalowe kołeczki – wibrator, oraz smyczek – incytator. Rozmiar korpusu był różny: od niewielkiego, umożliwiającego trzymanie instrumentu jedną dłonią i przeciąganie smyczkiem po gwoździach drugą, do większego, wymagającego przytwierdzenia do blatu większego mebla i umożliwiającego obsługę dwoma smyczkami. Kształt – od półkolistego do kolistego, niekiedy nieregularny. Cienka płyta rezonansowa wykonana była zazwyczaj z drewna świerkowego. Czasami posiadała jeden lub kilka otworów rezonansowych w formie rozetek. Pręciki, z których wydobywano dźwięk za pomocą smyczka, wykonane były z metalu, drewna lub szkła. Przytwierdzone były prostopadle do płyty rezonansowej, blisko jej zaokrąglonej krawędzi, lub prostopadle do boku korpusu. Miały kształt gwoździ, czasami lekko zagiętych, lub szpilek w formie litery U. Ich liczba wahała się od 12 do 66, obejmując przynajmniej jedną pełną skalę chromatyczną. W niektórych publikacjach opisane są skrzypce gwoździowe ze strunami rezonansowymi poprowadzonymi nad płytą wierzchnią, a w innych – bez nich.
Dźwięk wydobywa się, gdy przeciąga się smyczkiem po pręcikach. W klasyfikacji naukowej instrument zaliczany jest do idiofonów pocieranych; w praktycznej – do instrumentów smyczkowych.

## Historia

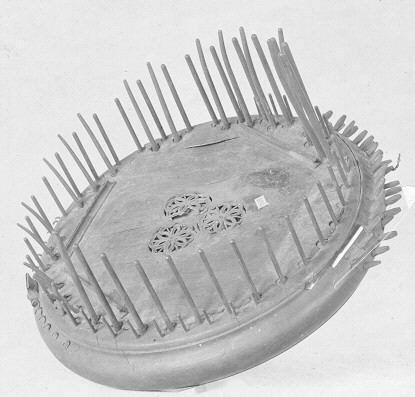
Skrzypce gwoździowe ze zbiorów Metropolitan Museum of Art. Z prawej strony obręczy pudła rezonansowego widoczne kołki do strojenia strun rezonansowych

Brytyjski muzykolog Karl Engel opisał wynalezienie skrzypiec gwoździowych jako zbieg okoliczności, którego doświadczył w 1740 niemiecki muzyk Johann Wilde. Po powrocie z koncertu niechcący przeciągnął smyczkiem po gwoździu, na którym zazwyczaj go wieszał. Gwóźdź wyemitował dźwięk, co zainspirowało Wildego do skonstruowania instrumentu muzycznego z metalowych pręcików. Jego pierwsza wersja miała płaskie, niewysokie pudło rezonansowe o kształcie zbliżonym do półkola. 29 pręcików nabite były prostopadle do płyty rezonansowej w pobliżu zaokrąglonej krawędzi. Tworzyły nieco ponad 2-oktawową skalę chromatyczną; gwoździe produkujące dźwięki chromatyczne były lekko zagięte. Podczas gry skrzypce trzymane były w lewej ręce; stabilną pozycję pozwalał utrzymać otwór na palce dłoni w spodniej części korpusu. Smyczek zaopatrzony był w czarne włosie z końskiego ogona, jako sztywniejsze od białego, co czyniło je odpowiedniejszym do przeciągania po metalowych sztyftach. Włosie musiało być obficie natarte kalafonią.
Według włoskiej fundacji Fondazione Musei Civici di Venezia, Wilde był bawarskim skrzypkiem przebywającym w latach 1741–1746 w Petersburgu, gdzie pracował dla tamtejszej orkiestry symfonicznej, a wydarzenie z gwoździem i smyczkiem miało miejsce w 1744. Inne źródła, za Engelem, datują wynalazek nagelgeige na 1740; jeszcze inne na około 1750; pozostałe ogólnie na połowę XVIII wieku.
W 1780 pochodzący z Czech, ale bliżej niezidentyfikowany muzyk znany pod imieniem Senal, praktykujący w Wiedniu, udoskonalił skrzypce gwoździowe dodając struny rezonansowe (15 lub 16 sztuk) poprowadzone nad otworem rezonansowym w płycie wierzchniej.
W 1787 niemiecki kompozytor Friedrich Wilhelm Rust opracował jeden utwór kameralny z wykorzystaniem skrzypiec gwoździowych: „Kwartet A-dur na nagelgeige, dwoje skrzypiec i wiolonczelę”.
W 1791 w Bernburgu skonstruowano egzemplarz instrumentu wyposażony w klawiaturę – Nagelclavier. Instrument posiadał natarty kalafonią i napędzany pedałem pas (taśmę), który poprowadzony był w pobliżu pręcików. Naciskanie klawiszy powodowało dociskanie odcinka taśmy do wybranych pręcików, a tarcie – wydobywanie dźwięków.
W XIX wieku konstruowano podobne instrumenty. Jednym z nich był Stockspiel lub Melkharmonica – wyposażony w drewniane pręty i formą przypominający odwrócony do góry nogami stołeczek do dojenia krów, z którego dźwięk wydobywano przy pocieraniu prętów rękawicami natartymi kalafonią.
Do połowy XIX wieku instrument był popularny w niektórych regionach Niemiec i Szwecji, gdzie poddawano go różnym modyfikacjom i usprawniano konstrukcję. Niewielkie możliwości wykonawcze, a zwłaszcza ograniczona kontrola nad czasem trwania dźwięków wydobywających się z metalowych prętów, nie pozwoliły mu zyskać trwałej pozycji w instrumentarium Europy. Według większości źródeł skrzypce gwoździowe zanikły około połowy XIX wieku. W XX wieku pojawiały się podobne instrumenty działające na zasadzie pocierania prętów i konstruowane na własne potrzeby m.in. przez Mauricia Kagela, Richarda Watersa (waterphone), Hala Rammela (triolin), Daniela Schmidta, Reinholda Marxhausena, Toma Nunna oraz Hugh Daviesa.